# 臺灣宜蘭地方法院
24°43′39″N 121°45′41″E / 24.7274677°N 121.7613725°E
臺灣宜蘭地方法院，是中華民國的三級法院之一，位於台灣宜蘭縣，屬於普通法院，一般簡稱為宜蘭地方法院、宜蘭地院或宜院。

## 沿革
今日宜蘭地方法院的前身必須追溯至日治時期。1895年日本開始統治台灣，1896年台灣改行民政。台灣總督府於1896年5月1日以律令第一號公布《台灣總督府法院條例》，該年7月15日依該條例成立宜蘭地方法院，開始受理民事第一審事件訴訟案件。惟於1898年7月20日又縮編為臺北地方法院宜蘭出張所，僅受理不動產登記事項，至1900年2月1日始再度著手訴訟案件之審判。1901年木造辦公廳舍落成。1919年8月8日改稱臺北地方法院宜蘭支部，並設檢察局，管轄民刑事第一審案件。
二次大戰後國民政府接收台灣，並在1946年12月20日由臺灣高等法院派員接收宜蘭支部，改稱臺灣臺北地方法院宜蘭分院。1947年3月1日，升格為臺灣宜蘭地方法院。1962年颱風歐珀肆虐，本院木造建築坍塌；次年（1963年），新建築重建於原址並啟用。

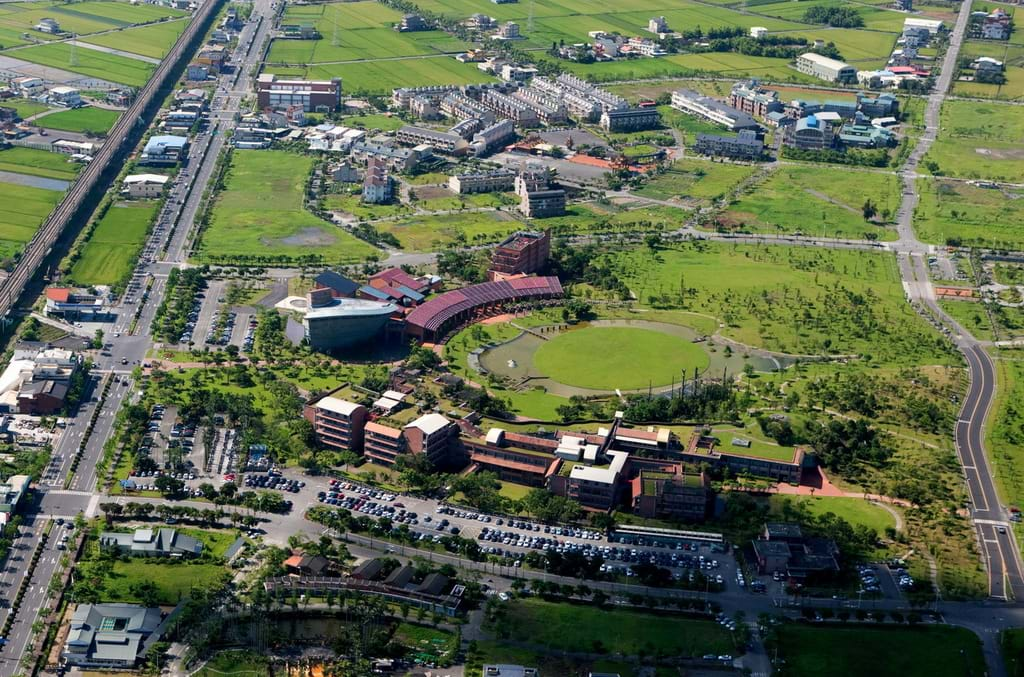
縣政中心空拍

後來宜蘭地方法院因辦公廳舍老舊，遂籌建新院區。新址位於宜蘭縣最繁榮的兩個城鎮宜蘭市和羅東鎮間的宜蘭縣政中心區內，靠省道台9線旁，於2004年正式遷入。

## 歷任院長
| 姓 名  | 任 期                                 | 備 註 |
| 院長   | 院長                                  | 院長  |
| ------ | ------------------------------------- | ----- |
| 黃向堅 | 民國075年12月26日 ~ 民國079年12月24日 |       |
| 謝志嘉 | 民國079年12月24日 ~ 民國084年4月29日  |       |
| 黃水通 | 民國084年4月29日 ~ 民國086年3月12日   |       |
| 鍾耀光 | 民國086年3月12日 ~ 民國090年5月1日    |       |
| 林雅鋒 | 民國090年5月1日 ~ 民國092年12月26日   |       |
| 黃麗生 | 民國092年12月26日 ~ 民國094年10月31日 |       |
| 黃瑞華 | 民國094年10月31日 ~ 民國100年7月28日  |       |
| 劉壽嵩 | 民國100年7月28日 ~ 民國103年8月29日   |       |
| 周煙平 | 民國103年8月29日 ~ 民國106年10月30日  |       |
| 李麗玲 | 民國106年10月31日~民國108年8月28日    |       |
| 林春長 | 民國108年8月28日 ~民國110年12月27日   |       |

## 管轄區域
| 庭區       | 管轄區域                                                     | 備註                                                                 |
| ---------- | ------------------------------------------------------------ | -------------------------------------------------------------------- |
| 宜蘭簡易庭 | 宜蘭縣宜蘭市、員山鄉、礁溪鄉、頭城鎮、壯圍鄉                 | 簡易庭受理第一審民、刑事訴訟簡易事件及違反社會秩序維護法案件之審理。 |
| 羅東簡易庭 | 宜蘭縣羅東鎮、冬山鄉、五結鄉、蘇澳鎮、南澳鄉、三星鄉、大同鄉 | 簡易庭受理第一審民、刑事訴訟簡易事件及違反社會秩序維護法案件之審理。 |

## 單位組織
- 院長
- 民事庭
- 刑事庭
- 行政訴訟庭
- 少年及家事庭
- 民事執行處
- 簡易庭
- 公設辯護人室
- 司法事務官室
- 調查保護室
- 公證處
- 提存所
- 登記處
- 書記處
  - 民事紀錄科
  - 刑事紀錄科
  - 民事執行科
  - 簡易紀錄科
  - 文書科
  - 研考科
  - 總務科
  - 訴訟輔導科
  - 法警室
- 人事室
- 會計室
- 統計室
- 政風室
- 資訊室

## 特色

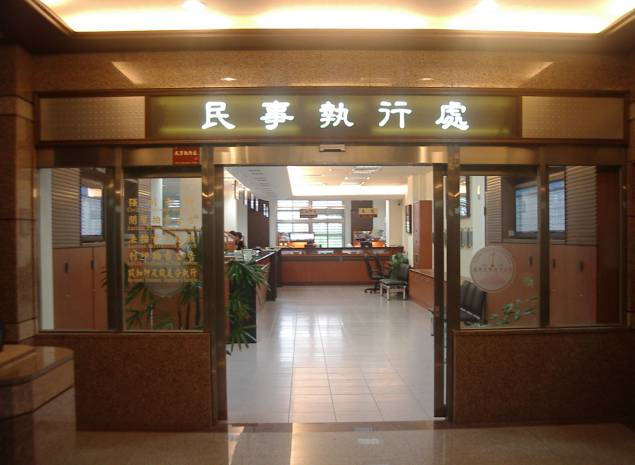
新穎的宜蘭地方法院內部

- 本院建築於2004年啟用，是台灣目前較為新穎的法院院區之一。
- 宜蘭縣政中心原先即規畫興建縣政府、縣議會、地方法院等建築，形成行政、立法、司法三權分立的意象。
- 在地檢署遷至縣政中心以前，一度有地檢署仍在宜蘭市區，而法院已在縣政中心的情形。按原先欲遷建者亦包括地方檢察署，與縣政府、縣議會、地方法院形成四角鼎立之勢，不料興建地檢署建築的建商中途倒閉，致未能興建完成，因此曾是台灣少數地院與地檢署遙隔兩地的例子。

## 地址
| 名稱       | 地址                          | 電話         |
| ---------- | ----------------------------- | ------------ |
| 本院       | 260宜蘭縣宜蘭市縣政西路1號    | (03)925-2001 |
| 羅東辦公室 | 268宜蘭縣五結鄉仁愛路2段88號  | (03)965-5550 |
| 宜蘭簡易庭 | 260宜蘭縣宜蘭市中山路2段261號 | (03)932-4194 |